# Tomás Michelena
Tomás Michelena (Caracas, 21 de diciembre de 1835- ib., 1901) fue un escritor, militar, diplomático y periodista venezolano. Es conocido por haber publicado en 1884 Débora, una novela fundamental para la literatura latinoamericana, por la forma tan moderna en que trata el tema del adulterio, la sexualidad femenina, y el homoerotismo.

## Biografía

### Primeros años
Tomás Michelena nació en Caracas, hijo de Santos Michelena, diplomático y político conservador, responsable de la firma del Tratado Michelena-Pombo, ministro de Relaciones Exteriores durante de los gobiernos de José Antonio Páez, José María Vargas y Carlos Soublette, y Presidente Interino de la República, y Encarnación Bosques.
Michelena llegó a ocupar el cargo de coronel del Ejército venezolano.

### Carrera diplomática y periodística
En 1893, Michelena es designado por el gobierno de Joaquín Crespo como Agente Confidencial y Enviado Extraordinario Ministro Plenipotenciario ante el Reino Unido en reemplazo de Juan Bautista Dalla Costa, justo en el momento de mayor tensión con este país a causa de las discusiones sobre la territorialidad de la Guayana Esequiba, que desembocarían en el Laudo Arbitral de París de 1899. Es a propósito de esta misión que escribe su libro La misión diplomática de Michelena en la Gran Bretaña.
Michelena fundó y trabajó como director y redactor de los diarios políticos El Economista y El Radical, también colaboraría con los periódicos El Combate y El Tiempo, donde trataría el tema de la cuestión de los límites con la Guayana Inglesa desde 1885.
Falleció en Caracas en 1901. Años después de su fallecimiento, el crítico Felipe Tejera publicaría en su volumen Perfiles venezolanos (1907) unas líneas autobiográficas escritas Michelena: “No ha sido nada: ni Doctor ni General, ni Académico ni Masón, ni liberal,  ni católico. No le cuelga en el pecho ninguna condecoración ni medalla […].  Alcanzó la singular fama de haber ofendido a Dios, y se celebró un desagravio en  la Catedral, con tal motivo”

## Trayectoria literaria

### Débora
En 1884 publica en Barcelona, Débora, una novela protofeminista que tendrá como temas la sexualidad femenina, la educación de la mujer, la emancipación femenina, el adulterio, y que aboga por la legalización del divorcio.
Se trata de una novela que indaga los problemas de finales siglo del siglo XIX: "Las ansiedades ante una mujer que tenga sexualidad, que desee, que cometa adulterio, por supuesto. Débora además narra una de las escenas de adulterio más escandalosas e inimaginables de todo el siglo XIX latinoamericano, que tiene que ver con el castigo que le otorga el marido al descubrir la infidelidad."
Fue una obra controversial por sus escenas de adulterio, por abogar por el divorcio, así como por su contenido homoerótico. Para Nathalie Bouzaglo, la escena en la que dos hombres discuten sobre la mesa y se tocan por debajo de ella, constituye una escena fundacional de la homosociabilidad en la literatura latinoamericana. Para Domingo Miliani se trata de su mejor novela.

### Otras obras
También en 1884 publicará el estudio político-social La libertad para la mujer. Luego, publicaría una colección de leyendas, Tres gotas de sangre en tres siglos (1890), y posteriormente, en 1891, tres novelas más: Margarita Rubinstein, Un tesoro en Caracas y La hebrea. La temática del divorcio se repite en su novela Margarita Rubinstein. Entre sus ensayos biográficos destacan textos sobre Santos Michelena, José Antonio Paéz y Carlos Soublette.

## Legado
Así como ocurre con otros escritores venezolanos de finales del siglo XIX, como Zulima (seudónimo de Lina López de Aramburu), Fermín Toro, Julio Calcaño o Juan Vicente Camacho, pocos estudios hay sobre Michelena, puesto que su obra ha sido relegada al olvido.
La recepción crítica de su obra a finales del siglo XIX no fue siempre favorable. Para Gonzalo Picón-Febres (1860-1918), Julio Calcaño en su Estado actual de la literatura en Venezuela (1892) había sobrevalorado la obra de Michelena, puesto que la concebía como una de las más destacadas hasta entonces, y califica a Débora como un relato extraño y excéntrico, destinada a convencer sobre la necesidad del divorcio, que no le hace justicia al talento de su autor.Mientras Calcano considera que Débora es la mejor novela que hasta 1892 se había escrito en Venezuela, Picón-Febres considera que cualquiera de sus novelas anteriores (Un tesoro en Caracas, Margarita Rubinstein, La hebrea) eran de mayor calidad.
También habla del tema del divorcio en su novela Margarita Rubinstein. Mientras que Un tesoro en Caracas es evaluada como una novela histórica y romántica.
Dillwyn Ratcliff dedica algunos párrafos a su relato Tres gotas de sangre en tres siglos: "Ocho de los nueve capítulos llevan como títulos los nombres de rasgos fisiográficos característicos en la tierra: el lago, la sierra, el río, las llanuras, la selva, los valles, la costa, las colinas. El título del capítulo noveno es «La ciudad»."
La novela Débora fue reeditada en 2020 por la editorial colombiana Himpar Editores y a despertado un nuevo interés en la crítica.

## Obra

### Novela
- Débora (1884)
- Un tesoro en Caracas (1891)
- Margarita Rubinstein (1891)
- La hebrea (1891)

### Relato
- Tres gotas de sangre en tres siglos (1890)

### Ensayo
- La libertad para la mujer (1884)
- Reseña biográfica de Santos Michelena. Parte histórica administrativa y política de Venezuela, desde 1824 a 1848 (1889)
- Ofrenda a la memoria del general Carlos Soublette en su centenario (1889)
- Resumen de la vida militar y política del ciudadano esclarecido General José Antonio Páez (1890)
- La misión diplomática de Michelena en la Gran Bretaña (1894)